# سونف
شهر سونف (به فرانسوی: Seneffe) در شهرستان شرلروآ  در استان انو  در منطقه فدرال والوون در کشور بلژیک واقع شده‌است.